# Vilhelm Herman Oluf Madsen
Vilhelm Herman Oluf Madsen (Copenaghen, 11 aprile 1844 – Frederiksberg, 14 giugno 1917) è stato un militare, politico e imprenditore danese.

## Biografia
Cominciò la carriera militare nel 1859 e servì nella seconda guerra dello Schleswig con il grado di tenente. Fin dalla giovane età, dimostrò eccellenti abilità matematiche, che lo avrebbero portato a divenire professore di matematica dal 1868 al 1896 presso l'Accademia militare e a scrivere apprezzati libri di testo. Come ufficiale di artiglieria e competente matematico, compì negli anni vari studi di balistica. Nel 1883 cominciò, assieme al tecnico Julius A.N. Rasmussen, lo sviluppo di una mitragliatrice, denominata Forsøgsrekylgevær (fucile automatico sperimentale), che venne presentata nel 1888 per venire quindi adottata, nella versione migliorata del 1896, dalle forze armate danesi in numero limitato, costruita dalla appositamente fondata Compagnie Madsen A/S. Nel 1900 si costituì, ad opera di vari investitori, la Dansk Riffel Syndikat A/S, per la produzione e lo sviluppo dell'arma, che rilevò la Compagnie e a cui Madsen cedette il brevetto. Migliorata da Jens T. Schoubue e altri, con l'introduzione tra le altre cose di un nuovo e più efficiente caricatore, l'arma entrò in produzione come mitragliatrice Madsen, la prima mitragliatrice leggera costruita in serie, ottenendo grande successo di vendite in tutto il mondo.
Nel 1895 venne promosso colonnello e divenne capo di stato maggiore dell'artiglieria. Durante una visita in Germania, ricevette una proposta di lavoro dalla Krupp, che rifiutò, e gli fu quindi prospettata la possibilità di divenirne il rappresentante ufficiale per la Danimarca. Dopo aver accettato, dovette comunque declinare, poiché nel 1901 venne nominato ministro della Guerra nel governo di Johan Henrik Deuntzer. Già in attrito con altri ministri ed esponenti di partito per aver sforato il tetto di spesa, nel 1904, a causa delle mutate condizioni geo-politiche dovute allo scoppio della guerra russo-giapponese, Madsen insistette sulla necessità di aumentare le spese militari e di rafforzare le fortificazioni a difesa di Copenaghen, ma, venuto in urto con il governo di cui faceva parte, annunciò le proprie dimissioni, assieme al ministro della Marina, il 24 dicembre. Questo portò non solo all'assorbimento, in seguito, di entrambi i ministeri in quello della Difesa di nuova istituzione, ma, soprattutto, le forti polemiche pubbliche sul suo operato e su quello del governo, che precedettero e seguirono l'annuncio delle dimissioni, crearono l'occasione per la scissione di una parte del Partito della Sinistra Riformista (Venstrereformpartiet) al governo, che formò la Radikale Venstre, causando la caduta del governo Deuntzer il 14 gennaio 1905. Mentre era in carica, raggiunse il grado di maggior generale e fece adottare ufficialmente la mitragliatrice Madsen dalle forze armate danesi.
Nel 1909 venne eletto al Folketing, il parlamento danese, ma non venne rieletto nelle successive elezioni del 1910. Dal 1903 al 1910 è stato presidente della Dansk Matematisk Forening, la Società Matematica Danese.
Suo figlio Thorvald Madsen, medico e biologo, vinse la medaglia Buchanan nel 1932 e fu presidente del Comitato per la Salute della Società delle Nazioni dal 1921 al 1937.

### Pubblicazioni
- Elementær Arithmetik og Algebra (1872)
- Analytisk Plangeometri (1875)
- Rationel Mekanik (2 volumi, 1882-1883)[1]